# Boddington Shire
Boddington Shire är en kommun i Western Australia, Australien. Kommunen, som är belägen 120 kilometer sydost om Perth, i regionen Peel, har en yta på 1 901 kvadratkilometer och en folkmängd, enligt 2011 års folkräkning, på 2 226. Huvudort är Boddington. 